# Фьядлабиггд
Фьядлабиггд (исл. Fjallabyggð от исл. fjall — «гора» и исл. byggð — «область, округ, район») — община Северной Исландии. Относится к статистическому региону Нордюрланд-Эйстра.
Община Фьядлабиггд расположена на севере полуострове Трёдласкаги, на побережье Северного Ледовитого океана.
Создана при слиянии бывших общин Сиглюфьордюр и Оулафсфьордюр 11 июня 2006 года, после муниципальных выборов, которые прошли 27 мая.

## Футбольный клуб «Фьядлабиггд»
Слиянию общин предшествовало слияние футбольных клубов «Сиглюфьордюр» и «Лейфтюр» (Leiftur — «Молния»; представлял Оулафсфьордюр). Футбольный клуб «Фьядлабиггд» играет во втором дивизионе (второй лиге).

## Хьединсфьярдаргёйнг

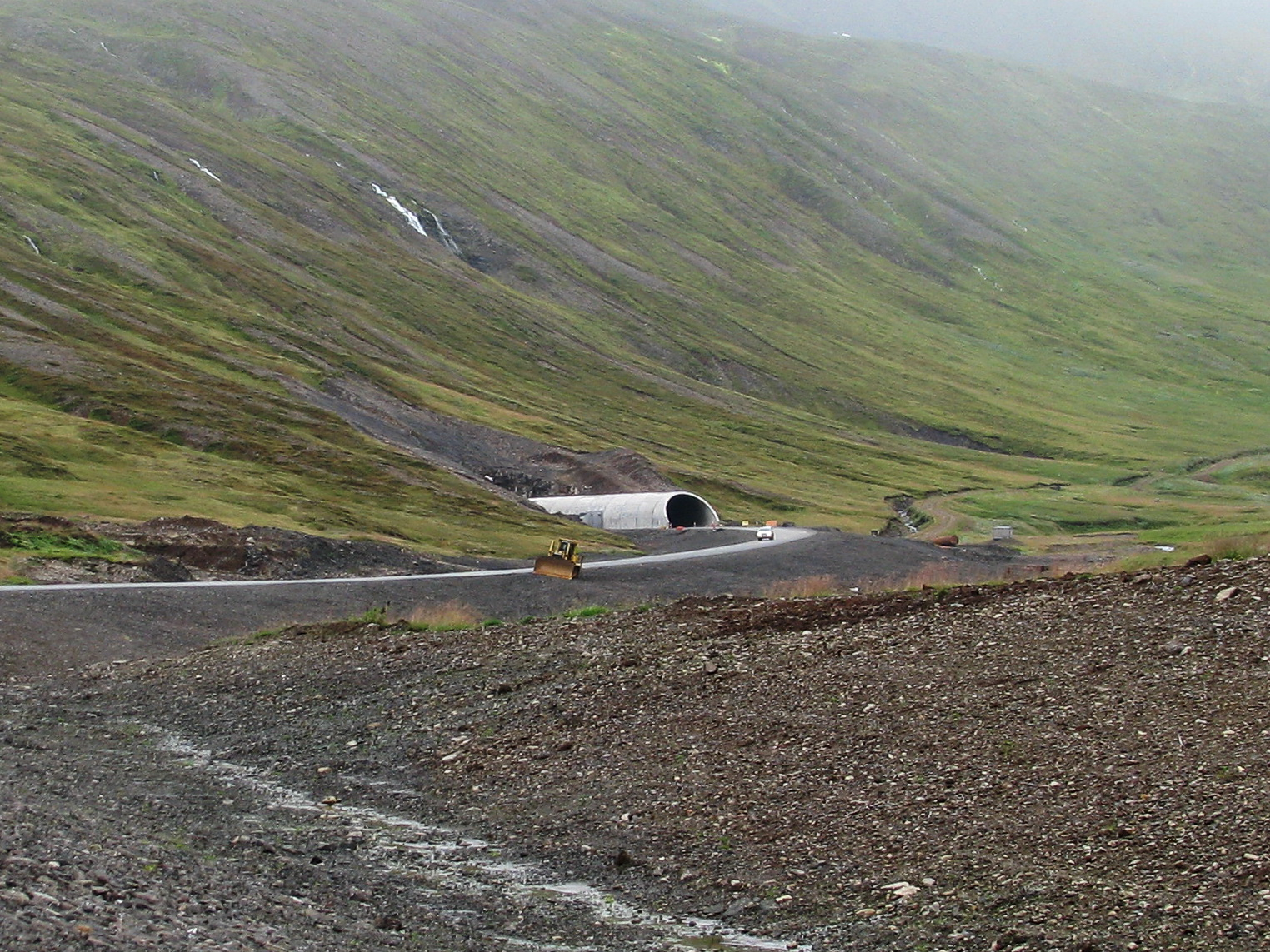
Вход в туннель Хьединсфьярдаргёйнг со стороны Сиглюфьордюра

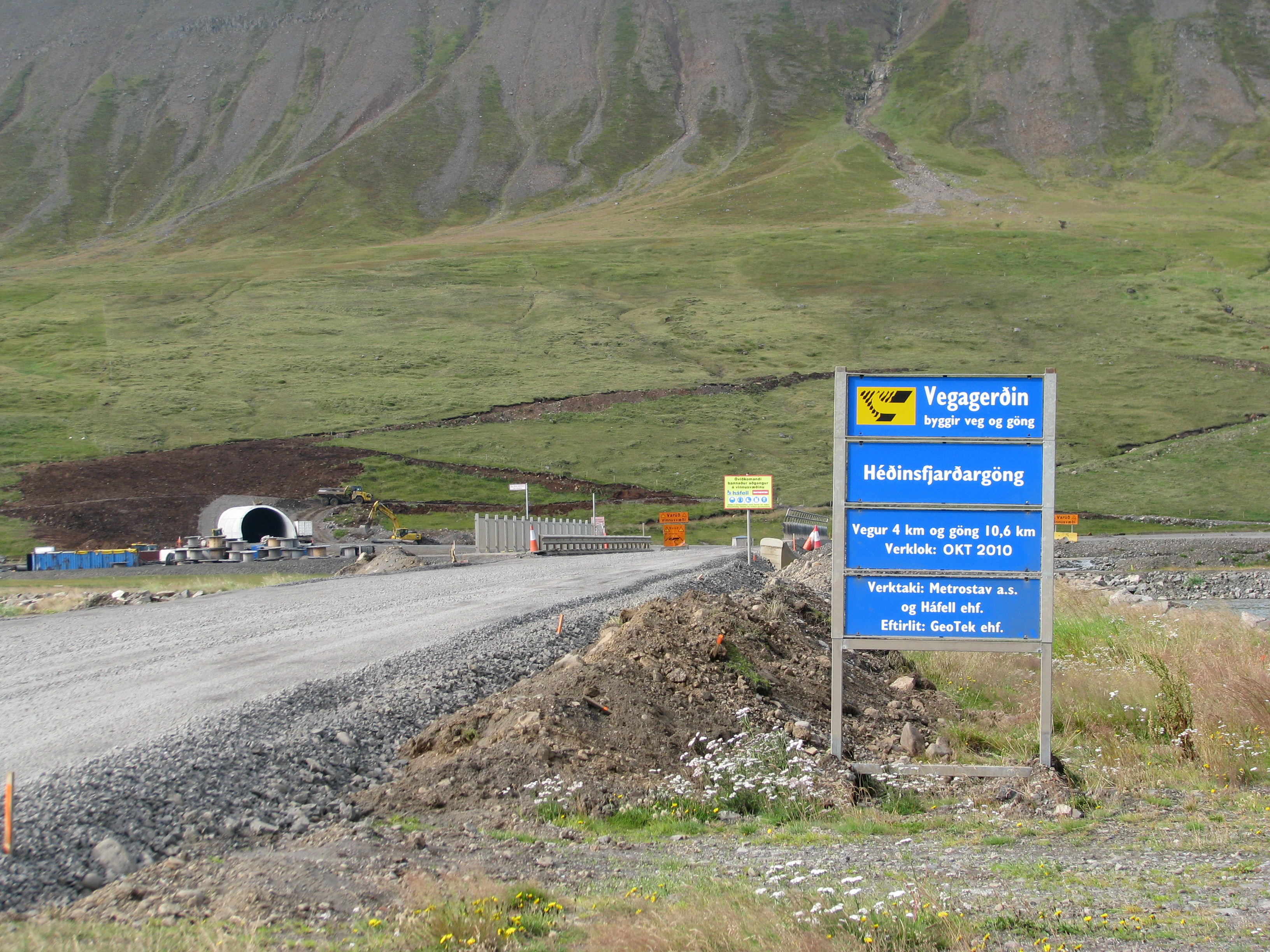
Вход в туннель Хьединсфьярдаргёйнг со стороны Оулафсфьордюра

Сиглюфьордюр и Оулафсфьордюр разделены горой, которая сильно затрудняла сообщение между общинами. Проблему решил Хьединсфьярдаргёйнг, состоящий из двух базисных туннелей общей длиной около 11 км и дороги мимо необитаемого Хьединс-фьорда. Строительство началось в сентябре 2006 года. Туннель открыт 2 октября 2010 года. На момент открытия — крупнейший транспортный проект в истории Исландии. Общая стоимость строительства составила около 12 млрд исландских крон.
Туннель соединил Сиглюфьордюр с Эйя-фьордом и городом Акюрейри.
Длина дороги между Сиглюфьордюром и Оулафсфьордюром через туннель — 16 км. До открытия туннеля из Сиглюфьордюра в Оулафсфьордюрможно было попасть по дороге через плоскогорье Лаугхейди длиной 62 км, которая проходима только в летний период, или через плоскогорье Эхснадалсхейди по основной магистрали страны — кольцевой автодороге Хрингвегюр длиной 234 км, когда зимой плоскогорье Лаугхейди непроходимо. После открытия туннеля Хьединсфьярдаргёйнг движение через плоскогорье Лаугхейди зимой было прекращено.